# Leptonszám
A leptontöltés vagy leptonszám a részecskék egyik alapvető kvantumszáma. Megmaradását Marx György ismerte fel 1951-ben. A leptonok (elektron, müon, tau-részecske, illetve a megfelelő neutrínók, az elektron-, a müon- és a tau-neutrínó) leptontöltése 1, az antirészecskéik (pozitron, antiműón, tau-antirészecske, illetve a megfelelő antineutrínók) leptontöltése pedig -1, a többi részecskéé 0. Az elemi részecskék kölcsönhatásai során a leptontöltés megmarad. 
Az elektromágneses kölcsönhatásban ráadásul nemcsak az össz-leptontöltés, hanem külön-külön az elektron-, a müon- és a tau-szám is megmaradó mennyiség, a gyenge kölcsönhatásban a neutrínóoszcilláció miatt azonban ez utóbbiak nem maradnak meg.
Az erős kölcsönhatásban a leptonok nem vesznek részt, ezért ott a leptonszám nem játszik szerepet.